# Anna Wilson-Jones
Anna Louise Wilson-Jones (Woking, 8 oktober 1970) is een Britse actrice.

## Huwelijk
Wilson-Jones is in 2004 getrouwd met acteur Steve John Shepherd met wie zij drie kinderen heeft.

## Carrière
Wilson-Jones begon in 1994 met acteren in de televisieserie The Bill, waarna zij nog meerdere rollen speelde in televisieseries en films.

## Filmografie

### Films
Uitgezonderd korte films.
- 2021 Zebra Girl - als Betty
- 2020 The Christmas Ball - als Sarah
- 2020 A Christmas Gift from Bob - als Arabella
- 2020 The Bike Thief - als ms. Tedd
- 2019 The Last Boy - als Jenna
- 2016 Take Down - als Frances Herrick
- 2011 The Night Watch - als Julia Standing
- 2010 Come Rain Come Shine - als Christina Mitchell
- 2005 The Stepfather - als Sasha Munro
- 2004 Gladiatress - als Lofacta
- 2003 The Mother - als Helen
- 2002 Mrs Caldicot's Cabbage War - als Veronica
- 2001 Domani - als Claire
- 1998 Vigo - als Genya Lozinska

### Televisieseries
Uitgezonderd eenmalige gastrollen.
- 2019 A Confession - als Jackie - 5 afl.
- 2019 Harlots - als lady Leadsom - 4 afl.
- 2016-2019 Victoria - als lady Emma Portman - 19 afl.
- 2018 Succession - als Charlotte - 2 afl.
- 2017 Silent Witness - als Ellie Timpson - 2 afl.
- 2012 The Life and Adventures of Nick Nickleby - als ms. Knag - 4 afl.
- 2011 DCI Banks - als Rosalind Rydell - 2 afl.
- 2009 Hotel Babylon - als Juliet Miller - 8 afl.
- 2007 The Time of Your Life - als Sally - 6 afl.
- 2005-2006 Afterlife - als Jude Bridge - 13 afl.
- 2006 Sugar Rush - als Anna - 3 afl.
- 2006 Waterloo Road - als Heather Davenport - 3 afl.
- 2004-2005 Hex - als Jo Watkins - 10 afl.
- 2004 NY-LON - als Tabitha - 3 afl.
- 2001-2002 As if - als Gabi - 5 afl.
- 2000-2001 Monarch of the Glen - als Justine Thatcher - 6 afl.
- 1999 Spaced - als Sarah - 4 afl.
- 1999 Wonderful You - als Gina - 7 afl.
- 1999 Boyz Unlimited - als Katie May - 6 afl.

- Gemeinsame Normdatei: 1162969237
- Library of Congress Control Number: n2006010026
- Virtual International Authority File: 73275789
- WorldCat: E39PBJbWB9tv9dVbKV4pVFJMT3